# Жмаев, Михаил Юрьевич
Михаил Юрьевич Жмаев (род. 26 августа 1956 года, Миасс, Челябинская область, РСФСР, СССР) — советский и российский государственный деятель, мэр города Миасса (1996-2000), депутат Законодательного Собрания Челябинской области.

## Биография
Родился 26 августа 1956 года в городе Миассе. В 1979 году завершил обучение на автотракторном факультете Челябинского политехнического института. 
В 1981 году трудоустроился на Уральский автомобильный завод, стал работать мастером агрегатного цеха, с 1982 года работал в должности инженера-технолога. В 1983 году избран вторым секретарем Миасского Городского комитета ВЛКСМ, в 1984 году стал секретарем партбюро Миасского напилочного завода.
В 1986 году возвратился работать на автозавод и трудился в цехе "Шасси" в должностях начальника участка, старшего мастера, заместителя начальника цеха, мастера.
В 1988 году Михаил Юрьевич был утвержден председателем партийной комиссии при парткоме автозавода. В 1990 году избран заместителем председателя Миасского городского Совета народных депутатов. В этом же году успешно окончил обучение в Свердловском юридическом институте. 
В 1991 году избран председателем городского Совета, трудился до ликвидации Советов в 1994 году. Являлся депутатом Челябинской областной Думы. 
С 1995 года был трудоустроен юристом в частном предприятии "Юрбик" (впоследствии - ООО "Энергомаш"). 
В 1996 году избран главой города Миасса и депутатом Законодательного собрания Челябинской области. Под его руководством проводилась работа по совершенствованию законодательства, органов государственной власти и местного самоуправления.
С 2001 года, после ухода с поста мэра города Миасса, трудился на различных должностях в частных предприятиях.
В 2004 году на дополнительных выборах в Законодательное Собрание области Михаил Жмаев вновь был избран депутатом. 

## Награды
- Медаль Жукова
- Почётная грамота Челябинской областной Думы (1996).